# طواف سويسرا 1991
طواف سويسرا 1991 (بالإنجليزية: 1991 Tour de Suisse)‏  هو سباق دراجات هوائية، وهو الموسم رقم 55 من السباق، وأقيم خلال الفترة 18 يونيو 1991، وحتى 28 يونيو 1991، وهو من نوع سباق المرحلة.
فاز فيه بالمركز الأول لوك روسين، وبالمركز الثاني باسكال ريتشارد، وبالمركز الثالث أندي هامبستن، والفائز في ترتيب التسلق  شون كيلي، والفائز حسب ترتيب النقاط أندي هامبستن.

## الفائزون
| الترتيب    | الفائز         |
| ---------- | -------------- |
| الفائز     | لوك روسين      |
| الثاني     | باسكال ريتشارد |
| الثالث     | أندي هامبستن   |
| حسب النقاط | شون كيلي       |
| تسلق الجبل | أندي هامبستن   |